# Бласко Франсиско Коласо
Негово преосвещенство архиепископ Бласко Франциско Коласо (на португалски: Blasco Francisco Collaço) е индийски католически духовник, ватикански дипломат, бивш нунций в Република България в периода 1996 – 2000 г.
Ръкоположен е за свещеник на 2 май 1954 г. Номиниран от папа Павел VI на 23 септември 1977 г. титулярен архиепископ на Октава и апостолически нунций в Панама. Ръкоположен е за епископ на 5 ноември 1977 г. от кардинал Жан-Мари Вио.
Заемал е длъжността апостолически нунций в следните страни:
- Панама (1977 – 1982)
- Доминиканска република (1982 – 1991)
- Мадагаскар (1991 – 1996)
- Мавриций (1991 – 1996)[2]
- Сейшелски острови (1994 – 1996)[2]
- България (1996 – 2000)
- ЮАР (2000 – 2006)
- Намибия (2000 – 2006)[3]
- Ботсвана (2000 – 2006)[3]
- Лесото (2000 – 2006)[3]
- Есватини (2000 – 2006)[3]

След като е освободен от длъжността нунций през 2006 г., носи титлата „бивш апостолически нунций в ЮАР и титулярен архиепископ на Октава“.

## Награди
- България: На 19 юли 2000 г. президентът на Република България Петър Стоянов награждава архиепископ Коласо с Орден „Мадарски конник“ I степен[4]